# August Lammers (Politiker, 1898)
August Lammers (* 25. Juli 1898 in Bannetze; † 18. August 1978 in Winsen) war ein deutscher Politiker (FDP) und nationalsozialistischer Funktionär.

## Leben
Lammers besuchte die Volksschule und anschließend die viersemestrige Provinzial-Ackerbauschule in Ebstorf. Bis 1916 war er in einer praktischen Ausbildung für seinen Beruf, danach nahm er am Ersten Weltkrieg teil, in dem er das Kriegsverdienstkreut II. Klasse und das Eiserne Kreuz II. Klasse erhielt. Nach Ende des Krieges war er wieder in der Landwirtschaft tätig und 1920 übernahm er den Hof seiner Eltern. Bis 1952 war er danach als selbständiger Bauer tätig. Außerdem betätigte er sich nebenbei in der Politik. So war er von 1924 bis 1940 Gemeindevorsteher (Bürgermeister) seiner Heimatgemeinde. 
Vor 1933 war Lammers Mitglied im Stahlhelm und in der DVP. Zum 1. April 1936 trat er der NSDAP bei (Mitgliedsnummer 3.742.982). In der NSDAP fungierte er als Hauptgemeinschaftsleiter und Politischer Leiter. Zudem war er von 1938 bis 1945 als Kreisbauernführer in Celle tätig und war im selben Zeitraum Vorstandsvorsitzender der Molkerei Winsen. Ab 1936 war er Vorsitzender der Spar- und Darlehenskasse Eschede. Von 1936 bis 1962 war er im Kirchenvorstand der Kirchengemeinde
Eschede.
Am 14. April 1945 wurde Lammers von der alliierten Besatzungsmacht verhaftet. Bis 1948 befand er sich in Internierung. Ab 1952 war er Bürgermeister in Bannetze und außerdem Kreistagsmitglied. Von 1954 bis 1955 sowie erneut von 1957 bis 1961 war er ehrenamtlicher Landrat des Landkreises Celle. In der vierten Wahlperiode war er vom 6. Mai 1959 bis zum 5. Mai 1963 Mitglied des Niedersächsischen Landtages.